# اللجعة (المضاربة والعارة)

تعديل مصدري - تعديل

اللجعة هي إحدى قرى عزلة المضاربة بمديرية المضاربة والعارة التابعة لمحافظة لحج، بلغ تعداد سكانها 60 نسمة حسب تعداد اليمن لعام 2004.